# 杜伊爾 (印第安納州)
杜伊爾（英語：Doyle）是位於美國印第安納州邁阿密縣的一個非建制地區。該地的面積和人口皆未知。

## 歷史
該鎮名稱來自開拓者杜伊爾一家。

## 地理
杜伊爾位於41°16′44″N 85°47′24″W / 41.27889°N 85.79000°W。